# Ophionectria trichospora
Ophionectria trichospora är en svampart som först beskrevs av Berk. & Broome, och fick sitt nu gällande namn av Pier Andrea Saccardo 1878. Ophionectria trichospora ingår i släktet Ophionectria och familjen Nectriaceae.   Inga underarter finns listade i Catalogue of Life.